# Marquesado de Almanzora
El marquesado de Almanzora es un título nobiliario español concedido el 5 de septiembre de 1872 a Antonio Abellán y Peñuela, un importante político e industrial almeriense durante el siglo XIX, Alcalde de Cuevas, Diputado a Cortes por Almería, Sorbas y Vera, Senador Vitalicio del Reino, Caballero Gran Cruz de la Orden de Isabel la Católica.
El título procede de la localidad almeriense dónde nació el primer marqués, lugar donde poseía un palacio del mismo nombre compradas a los descendientes del Marquesado de los Vélez.

## Historia
Antonio Abellán Peñuela, alcalde de Vera, senador vitalicio y director de la fábrica de plomos de Almanzora, fue creado marqués de Almanzora por el rey Amadeo I de España por real despacho del 5 de septiembre de 1872. Antonio había contraído matrimonio el 27 de octubre de 1848 con Catalina Casanova y Navarro, a quien Alfonso XIII concedería posteriormente el condado de Algaida.
A su muerte en 1903 le sucedió en 1904 su hijo Antonio María Abellán y Casanova, diputado a Cortes por Almería en 1893 y 1899, casado con Josefa Calvet y Anglada (sobrina del parlamentario y militar Jacinto Anglada y Ruiz, militar, Senador y Diputado y nieta a su vez del también parlamentario e importante industrial catalán Jacinto María Anglada Lloret). Tras su muerte en 1939, sucedió en el título su hijo, Antonio María, capitán del Regimiento de Cazadores de Alcántara, casado con María Elisa Ramonet Gabriel, hija de los condes de Venadito.
La sucesión del tercer marqués fue convalidada en 1951, al haberse producido en un periodo donde los títulos de nobleza no gozaron de reconocimiento oficial en España. Sin embargo, en 1986 este decreto de convalidación fue anulado al no haberse hecho efectivo el pago del impuesto correspondiente.
En 1986 José Antonio Abellán y Marichalar, comandante de Aviación, y Enrique Fernández Abellán solicitaron la sucesión del marquesado, que fue concedida al primero por orden del 6 de febrero de 1989. El cuarto marqués era hijo del también comandante de Aviación José Antonio Abellán y Gobartt, III conde de Algaida, que había fallecido en 1973, hijo este a su vez de Enrique Abellán y Calvet, asesinado por el Frente Popular en 1936, hermano del III marqués, casado con Carmen Gobartt y Luque.

## Marqueses de Almanzora
- Antonio Abellán Peñuela, I marqués de Almanzora en 1872 (1822-1903).
- Antonio Abellán Casanova, II marqués de Almanzora (1864-1939).
- Antonio María Abellán Calvet, III marqués de Almanzora (n. 1888).
- José Antonio Abellán y Marichalar, IV marqués de Almanzora, IV conde de Algaida.